# FIFA 2000
FIFA 2000 este al șaptelea joc din seria FIFA Soccer. A apărut în anul 1999. S-a deosebit de celelalte jocuri din serie prin cele doua moduri numite aliens mode și lighting mode. Jocul a fost lansat pentru o serie de platforme de jocuri: PC, PlayStation, Game Boy Color.

## Descriere
Gameplay-ul rapid și simplu a creat o senzație de joc arcade, ceea ce nu a fost suficient pentru a satisface dorințele jucătorilor, astfel încât seria International Superstar Soccer (mai târziu Pro Evolution Soccer) a început să câștige din ce în ce mai multă popularitate. Pentru prima dată, o ligă de fotbal americană a fost inclusă în joc, iar în același timp multe ligi încă aveau jucători fără licență. O nouă caracteristică de joc a fost sistemul de pase, în care anumite butoane erau responsabile pentru trimiterea de pase către anumiți jucători. Puterea pasei era reprezentată grafic, culoarea roșie indicând faptul că o pasă avea mai multe șanse de a fi interceptată, galbenul indicând o șansă de 50/50, iar verdele indicând faptul că nu existau aproape nicio șansă de a pierde mingea. De asemenea, existau echipe "clasice" din trecut, precum Real Madrid din anii 1950 sau Brazilia din anii 1970.
Este demn de menționat că există o versiune beta a jocului pentru consola Nintendo 64, care nu a fost niciodată lansată oficial.
În joc există o serie de echipe naționale, precum și câțiva giganti ai fotbalului mondial și european, care nu fac parte din campionatele naționale (de exemplu, Dynamo Kiev).

## Caracteristici
- Caracteristicile jocului includ o inteligență artificială excelentă a calculatorului, suport pentru joc multiplayer (deși nu există un joc online - aceasta a fost introdusă abia în FIFA 2001)
- Comentarii interactive și vii
- Aspect realist cu utilizarea unei mingi 3D și o gamă extinsă de mișcări.

## Coloana sonoră
Tema muzicală principală a jocului a fost reprezentată de cântecul „It's Only Us” de Robbie Williams.
Printre celelalte cântece s-au numărat:
- All About Beats (DJ Scissoricks Mix) - Junior Blanks
- Call It Brisco (And Why Not?) - Elite Force
- Cross Fader Dominator - Sniper
- Joy! - Gay Dad
- LC001 (Neon Ray Mix) - Lunatic Calm
- Sell Out - Reel Big Fish
- Stop The Rock - Apollo 440

## Critica
Jocul a primit recenzii pozitive, cu excepția versiunii pentru Game Boy Color, care a primit doar 47% pe GameRankings. Site-ul a acordat versiunii pentru PlayStation un scor de 87% și versiunii pentru PC un scor de 85%.